# Puer mingens
Puer mingēns (Latin: [ˈpʊ.ɛr ˈmɪŋ.ɡeːns]; množina puerī mingentēs Latin: [ˈpʊ.ɛr ˈmɪŋ.ɡeːns]) je figura v umetniškem delu, prikazana kot predpubertetniški deček med dejanjem uriniranja, dejanskega ali simuliranega. Puer mingens bi lahko predstavljal karkoli, od muhavosti in fantovske nedolžnosti do erotičnih simbolov moškosti in moške pogumnosti.

## Etimologija in igra besed
Izraz puer mingens izhaja iz latinskega puer, kar pomeni "fant", in iz latinskega mingens, sedanjika glagola mingere, ki pomeni "urinirati".
V latinščini so bili glagoli za uriniranje, kot je mingere, pogosto uporabljeni v pomenu ejakulirati. Ta konotacija se je ohranila v različnih potomcih latinščine, vključno z italijanščino z besedami, kot je pisciare. Zaradi tega lahko urin, ki ga izloča penis puer mingens, simbolično razlagamo kot seme; in pueri mingentes pogosto najdemo v delih, ki napovedujejo plodnost. Primer sta Venera in Kupid Lorenza Lotta.
V več jezikih, kot so italijanščina, francoščina in angleščina, je bil »narediti vodo« evfemizem za uriniranje. Kot namig na to lahko najdemo upodobitve puer mingens, ki »delajo vodo« v delih, kot je Michelangelova Otroška Bakanalka ali v cerkvenih lavabojih, katerih vodne trombe so nameščene pred dimljami golih dečkov (kar daje iluzijo, da je bil njihov urin pretvorjen v vodo). Pueri mingentes so bili pogosto vgrajeni kot popolnoma delujoči kipi, katerih cevi so izstrelile potoke vode iz penisov kipov. Eden najbolj znanih primerov tega je Manneken Pis v Bruslju.

## Renesančne oživitvepuer mingens
Pueri mingentes so klasičen motiv, ki ga občasno najdemo v antiki. Starorimski primeri pueri mingentes so se pojavljali predvsem na otroških sarkofagih.
Puer mingens je bil oživljen med renesanso. Donatello, ki je utrl pot ponovnemu odkrivanju širšega motiva puttov v kiparstvu, je upodobil enega najzgodnejših renesančnih primerov puer mingens na bazi svojega kipa Judite in Holoferna. Od oživitve v Firencah v 15. stoletju se je umetniški motiv uriniranja dečkov razširil po vsej preostali Evropi in dosegel vrhunec priljubljenosti v pozni renesansi v 16. in 17. stoletju, preden je postopoma upadal v priljubljenosti.

## Lokacijepueri mingentes
V rimskih časih so puer mingens na splošno našli v upodobitvah bakhovskih obredov na otroških sarkofagih. Od renesanse naprej jih lahko najdemo tako v posvetni kot verski umetnosti in v različnih medijih, od iluminiranih rokopisov, funkcionalnih fontan, fresk do apotropejskih amuletov.
Zaradi zgoraj omenjenih povezav s plodnostjo jih najdemo na deschi da parto – pladnjih, ki jih dajemo nosečnicam in tistim, ki so pred kratkim rodile, da bi obeležili in proslavili zdravo rojstvo moških potomcev. Slike, namenjene poročnim darilom, kot sta Venera in Kupid Lorenza Lotta, lahko prikazujejo tudi urinirane dečke.
Puer mingens je bil vidno vključen v fontane, ki bi izstrelile vodo iz penisa kipa. Čeprav je ta umetniški motiv rimskega izvora, je malo dokazov o delujočih fontanah, ki so vključevale pueri mingentes v rimskih časih; Rimljani pa so imeli funkcionalne kipe, ki prikazujejo odraslega Priapa med uriniranjem, kar je morda navdihnilo renesančni razvoj kipov dečkov, ki urinirajo. Poleg javnih prostorov, kot je lokacija Manneken Pisa v središču Bruslja, so funkcionalne fontane krasile tudi številne zasebne vrtove iz 16. in 17. stoletja po Evropi.

## Galerija
- Kip puer mingens v Suzana in starca Andrea Vaccara, 1650
- Puer mingens poleg nimfe, ki toči vodo, 1526–1528, Palača Te, Mantova
- Pogled od blizu na puer mingens, Annibale Carracci, 1600, palača Farnese, Rim
- Puer mingens na stropu vile Giulia v Rimu
- Puer mingens, ki ga je Tizian naslikal v Andrijanovi Bakanali, 1523–1526, muzej Prado, Madrid
- Lesorez puer mingens, iz Hypnerotomachia Poliphili, 1499
- Kip puer mingens z masko, ki pokriva njegove genitalije, Pierino da Vinci, 1540, Museo nazionale d'arte medievale e moderna della Basilicata, Matera, Italija
- Glazirani terakotni kip puer mingens, Andrea della Robbia, ok. 1490, Bodejev muzej, Berlin
- Puer mingens na desco da parto, Bartolomeo di Fruosino, 1428, New York Historical Society
- Puer mingens, upodobljen v Grimanijevem brevirju, ok. 1510, Biblioteca Marciana, Benetke